# Họ Cá mù làn
Họ Cá mù làn (danh pháp khoa học: Scorpaenidae) là một họ cá theo truyền thống xếp trong bộ Cá mù làn (Scorpaeniformes) nhưng những kết quả nghiên cứu phát sinh chủng loài gần đây hạ cấp bộ này thành phân bộ Scorpaenoidei trong bộ Perciformes nghĩa mới. Họ này có các loài cá có độc trong các vùng biển thế giới. Các loài trong họ này sinh sống ở các vùng nước biển nhiệt đới và ôn đới nhưng chủ yếu sinh sống ở Ấn Độ Dương-Thái Bình Dương. Các loài cá trong họ này có gai sắc có độc dưới dạng nước nhầy trên thân. Không nên nhầm lẫn chúng với các loài thuộc chi Scorpaenichthys trong họ Cottidae.
Phần lớn các loài sinh sống ở tầng đáy và ăn các loài động vật giáp xác và cá nhỏ. Phần lớn các loài sinh sống ở vùng nước nông nhưng một vài loài sinh sống ở độ sâu lên đến 2.200 mét (7.200 ft). Phần lớn các loài như cá mặt quỷ, nguy trang đợi con mồi đi qua và nuốt con mồi, còn cá sư tử thì phục kích con mồi. Khi không phục kích, cá sư tư có thể lùa cá, tôm hay cua vào một góc và nuốt con mồi. Giống như nhiều loài cá dạng cá vược khác, các loài cá mù làn là những loài hút thức ăn, bắt con mồi bằng cách nhanh chóng phóng ra một trường hút được tạo ra bởi sự mở rộng khoang miệng của cá.

## Các chi
Danh sách chi và số lượng loài lấy theo Fish Base:
- Brachypterois: 3 loài.
- Caracanthus: 4 loài.
- Dendrochirus: 7 loài.
- Ebosia: 4 loài
- Hipposcorpaena: 1 loài.
- Hoplosebastes: 1 loài.
- Idiastion: 3 loài.
- Iracundus: 1 loài.
- Neomerinthe: 12 loài.
- Neoscorpaena: 1 loài.
- Parapterois: 2 loài.
- Parascorpaena: 7 loài.
- Phenacoscorpius: 7 loài.
- Pogonoscorpius: 1 loài.
- Pontinus: 19 loài.
- Pteroidichthys (gồm cả Pteropelor): 4 loài.
- Pterois: 12 loài.
- Rhinopias: 6 loài.
- Scorpaena: 64 loài.
- Scorpaenodes: 29 loài.
- Scorpaenopsis: 28 loài.
- Sebastapistes: 11 loài.
- Taenianotus: 1 loài.
- Thysanichthys: 1 loài.
- Ursinoscorpaenopsis: 1 loài.

## Hình ảnh

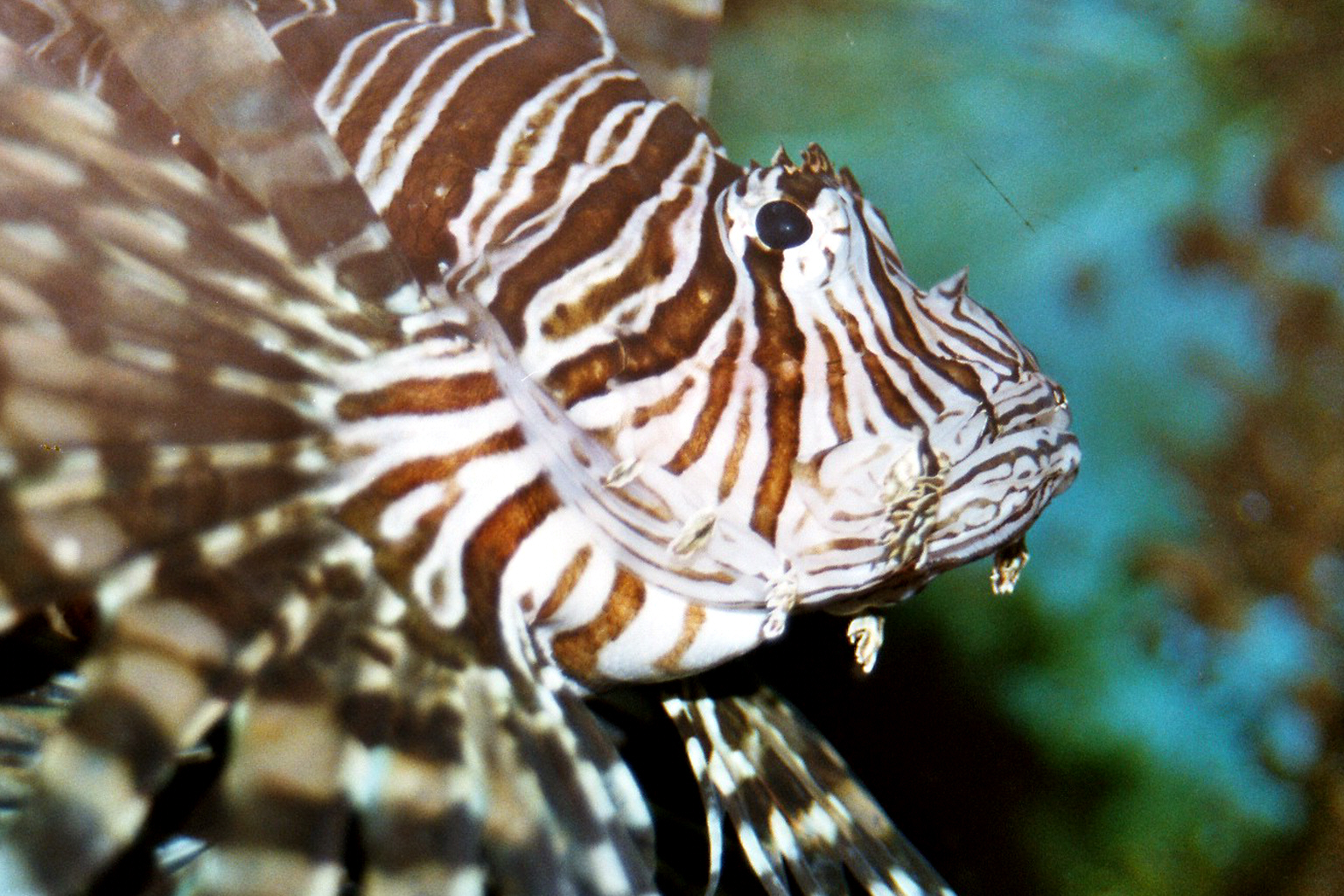
Pterois antennata
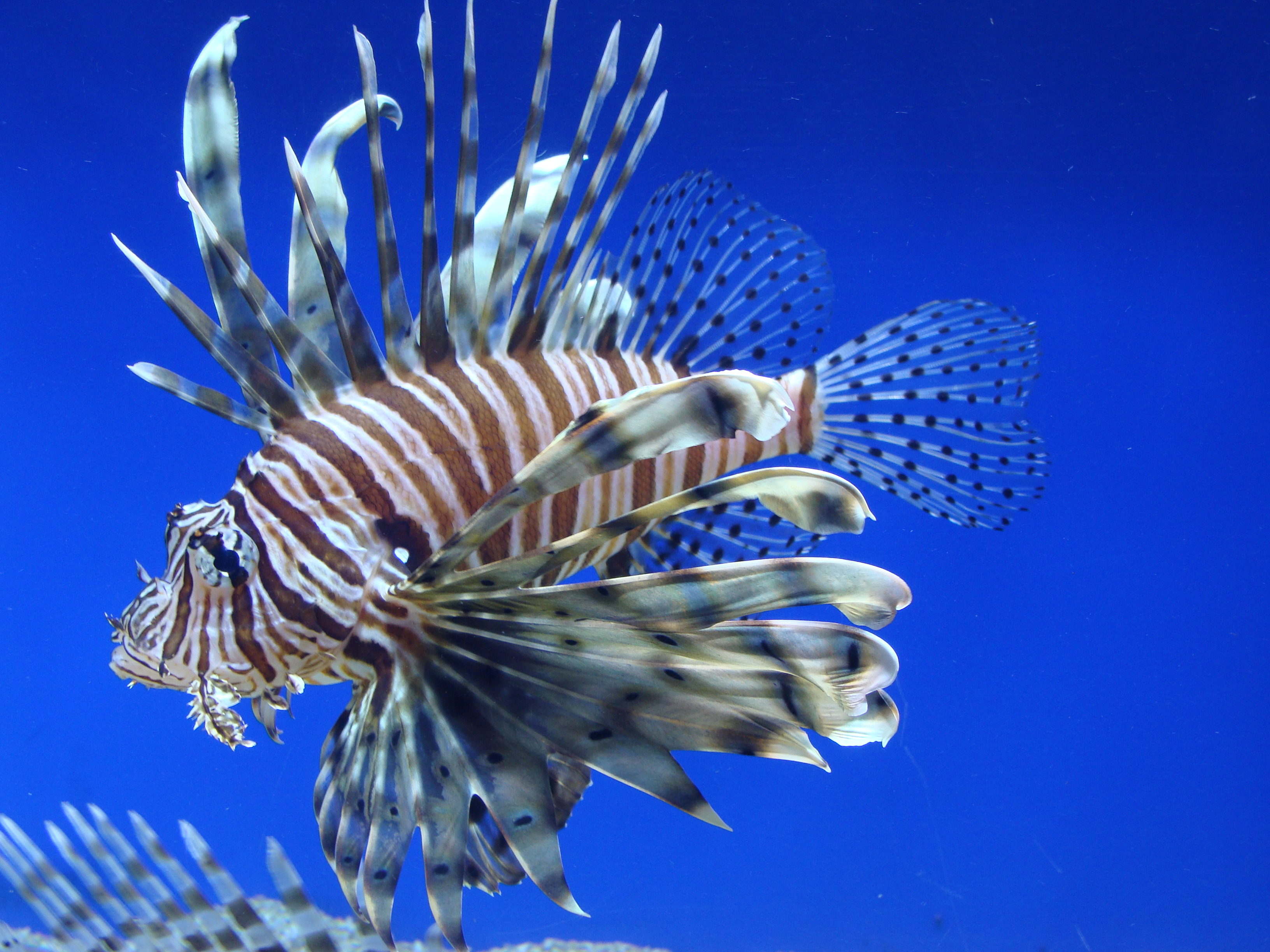
Pterois volitans
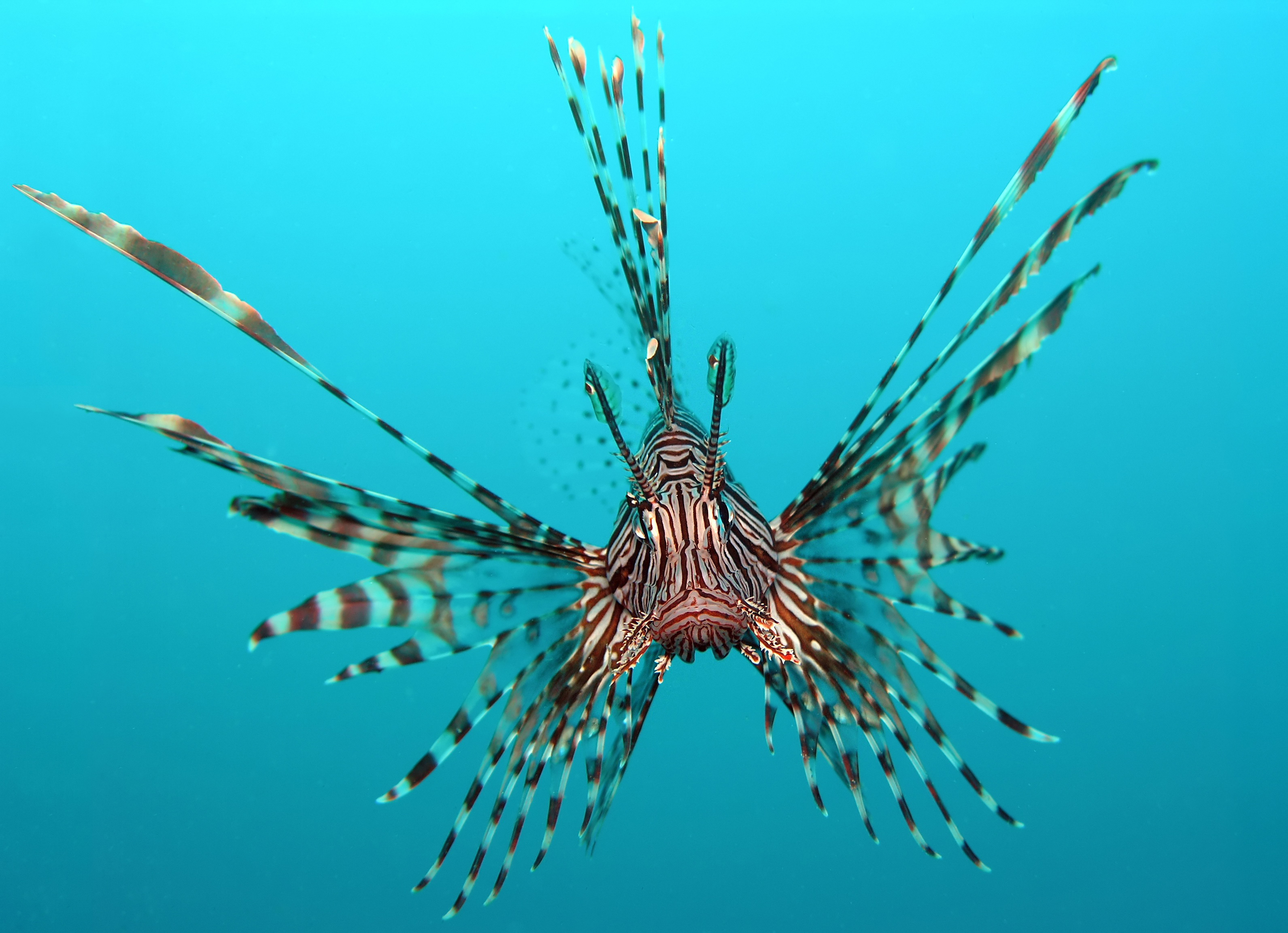
Pterois volitans
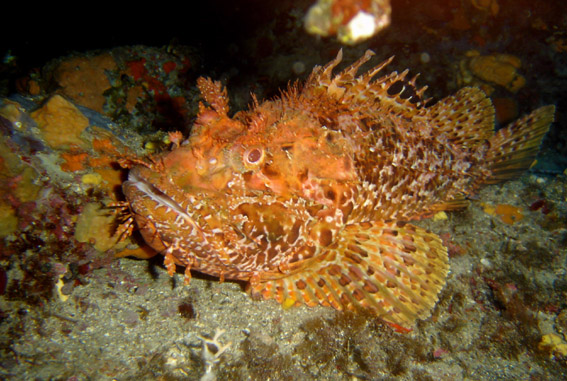
Scorpaena scrofa
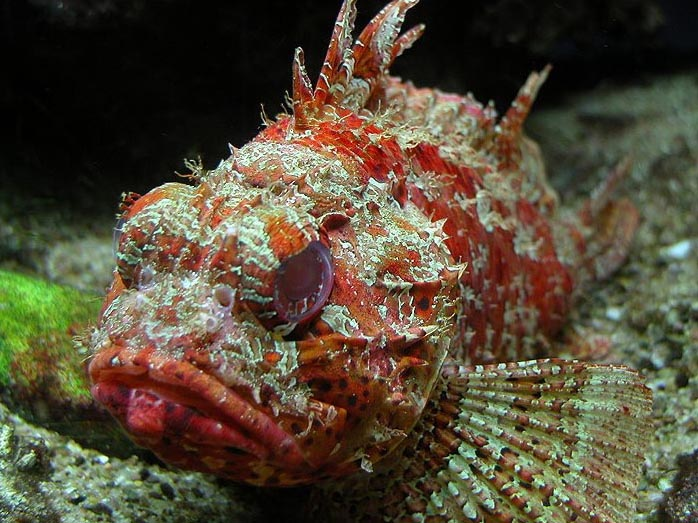
Scorpaena scrofa
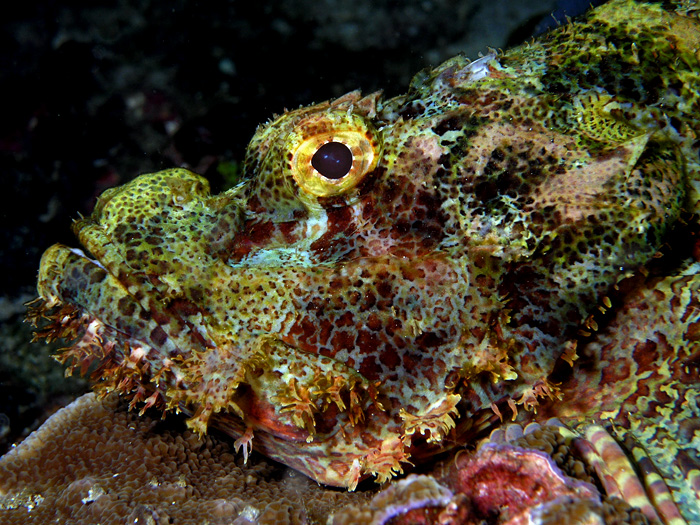
Scorpaenopsis oxycephala
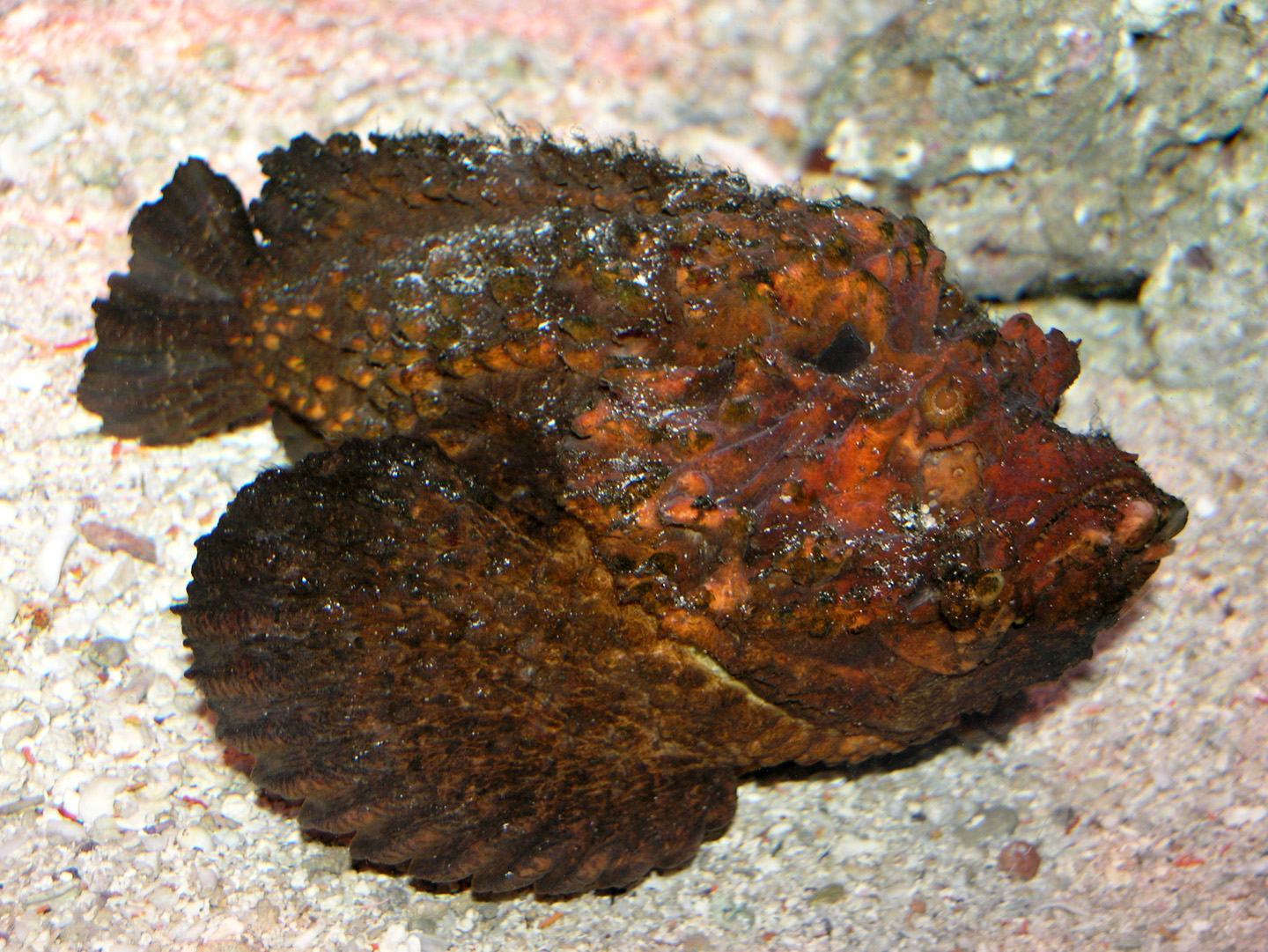
Synanceia verrucosa